# Martin Murray
Martin Murray (Saint Helens, 27 de septiembre de 1982) es un exboxeador profesional británico campeón interino de los pesos medianos de la AMB.

## Vida privada
Está casado con su esposa Emma y tienen tres hijos. Comenzó a boxear a la edad de catorce años gracias a un familiar que trabaja en un club, es aficionado al rugby y estuvo preso dos años.

## Carrera profesional
Se hizo conocido por ser la promesa de su representante el ex-campeón Ricky Hatton.

### Ante Maravilla Martínez
La noche del sábado 27 de abril de 2013 con 40.000 espectadores, se enfrentó ante Sergio Martínez por el título mundial de peso mediano del CMB. Fue su primera derrota la cual perdió por puntos en fallo unánime, en una decisión ajustada y controversial. Al cabo de 12 asaltos, en el Estadio José Amalfitani, los jurados coincidieron al considerar en las tres tarjetas que el campeón ganó por 115-112.

### Frente a Golovkin
El 21 de febrero de 2015 peleó en Montercarlo ante el invicto kasajo Gennadi Golovkin, posiblemente el actual mejor de los pesos medianos. En el combate Golovkin lograría dominar durante casi la totalidad de este, no obstante la férrea defensa del británico y su gran resistencia, lo ayudarían a resistir casi todos los asaltos, un fuerte golpe de derecha al abdomen de Murray lo enviaría a la lona durante el cuarto round en dos ocasiones, faltando poco para finalizar el décimo round un golpe a la cabeza del británico lo haría caer de nuevo, para el undécimo round la potencia de los golpes de Gennady y la poca respuesta de Martin, harían decidir al réferi detener el combate dando la victoria a Golovkin por nocaut técnico; y la primera derrota por la misma vía para Murray.

## Récord profesional
| Res.     | Récord | Rival                  | Tipo | Ronda, tiempo | Fecha      | Localidad                                               | Notas |
| -------- | ------ | ---------------------- | ---- | ------------- | ---------- | ------------------------------------------------------- | --- |
| Derrota  | 39–6–1 | Billy Joe Saunders     | UD   | 12            | 04-12-2020 | Wembley Arena, Wembley, Inglaterra                      | Por el título de la WBO del peso supermediano                                                                           |
| Victoria | 39–5–1 | Sladan Janjanin        | PTS  | 8             | 15-11-2019 | Olympia, Liverpool, Inglaterra                          | |
| Victoria | 38–5–1 | Rui Manuel Pavanito    | PTS  | 10            | 12-07-2019 | Olympia, Liverpool, Inglaterra                          | |
| Derrota  | 37–5–1 | Hassan N'Dam N'Jikam   | MD   | 12            | 22-12-2018 | Manchester Arena, Mánchester, Inglaterra                | Pierde el título de la WBC Silver del peso mediano                                                                      |
| Victoria | 37–4–1 | Roberto García         | UD   | 12            | 23-06-2018 | The O2 Arena, Londres, Inglaterra                       | Gana el título de la WBC Silver del peso mediano                                                                        |
| Victoria | 36–4–1 | Arman Torosyan         | KO   | 4 (8), 2:39   | 16-09-2017 | Echo Arena, Liverpool, Inglaterra                       | |
| Victoria | 35–4–1 | Gabriel Rosado         | MD   | 12            | 22-04-2017 | Echo Arena, Liverpool, Inglaterra                       | Gana el vacante título WBA Intercontinental del peso medio                                                              |
| Victoria | 34–4–1 | Nuhu Lawal             | UD   | 12            | 12-11-2016 | Salle des Etoiles, Monte Carlo, Monaco                  | Gana el vacante título WBA Continental del peso super medio                                                             |
| Derrota  | 33–4–1 | George Groves          | UD   | 12            | 25-06-2016 | The O2 Arena, Londres, Inglaterra                       | Por el título WBA International del peso super medio                                                                    |
| Victoria | 33–3–1 | Cedric Spera           | TKO  | 2 (8), 1:47   | 07-05-2016 | Manchester Arena, Mánchester, Inglaterra                | |
| Derrota  | 32–3–1 | Arthur Abraham         | SD   | 12            | 21-11-2015 | TUI Arena, Hanover, Alemania                            | Por el título de la WBO del peso super medio                                                                            |
| Victoria | 32–2–1 | Jose Miguel Torres     | TKO  | 5 (12), 2:19  | 05-09-2015 | First Direct Arena, Leeds, Inglaterra                   | Gana el vacante título WBA Intercontinental del peso super medio                                                        |
| Victoria | 31–2–1 | Mirzet Bajrektarevic   | TKO  | 5 (8), 2:51   | 18-07-2015 | Manchester Arena, Mánchester, Inglaterra                | |
| Victoria | 30–2–1 | George Beroshvili      | KO   | 2 (8), 2:29   | 26-06-2015 | Echo Arena, Liverpool, Inglaterra                       | |
| Derrota  | 29–2–1 | Gennady Golovkin       | TKO  | 11 (12), 0:50 | 21-02-2015 | Salle des Etoiles, Monte Carlo, Monaco                  | Por los títulos WBA (Super), IBO, y WBC interino del peso medio                                                         |
| Victoria | 29–1–1 | Domenico Spada         | TD   | 7 (12), 1:19  | 25-10-2014 | Salle des Etoiles, Monte Carlo, Monaco                  | Retiene el título WBC Silver del peso medio; Unanimous TD after Spada was cut from an accidental head clash             |
| Victoria | 28–1–1 | Max Bursak             | UD   | 12            | 21-06-2014 | Casino, Monte Carlo, Monaco                             | Gana el título vacante WBC Silver del peso medio                                                                        |
| Victoria | 27–1–1 | Ishmael Tetteh         | RTD  | 6 (10), 3:00  | 23-04-2014 | Emperors Palace, Kempton Park, Sudáfrica                | |
| Victoria | 26–1–1 | Sergey Khomitsky       | PTS  | 8             | 14-12-2013 | ExCeL, Londres, Inglaterra                              | |
| Derrota  | 25–1–1 | Sergio Martínez        | UD   | 12            | 27-04-2013 | José Amalfitani Stadium, Buenos Aires, Argentina        | Por los títulos de la WBC, The Ring, y lineales del peso medio                                                          |
| Victoria | 25–0–1 | Jorge Navarro          | TKO  | 6 (12), 1:40  | 24-11-2012 | Manchester Arena, Mánchester, Inglaterra                | Gana el vacante título interino de la WBA del peso medio                                                                |
| Victoria | 24–0–1 | Karim Achour           | PTS  | 10            | 16-06-2012 | Manchester Velodrome, Mánchester, Inglaterra            | |
| Empate   | 23–0–1 | Felix Sturm            | SD   | 12            | 02-12-2011 | SAP Arena, Mannheim, Alemania                           | Por el título WBA (Super) del peso medio                                                                                |
| Victoria | 23–0   | Nick Blackwell         | RTD  | 5 (12), 3:00  | 18-06-2011 | Robin Park Arena, Wigan, Inglaterra                     | Retiene los títulos Commonwealth y WBA Intercontinental del peso medio; Gana el vacante título Británico del peso medio |
| Victoria | 22–0   | John Anderson Carvalho | TKO  | 4 (12), 2:20  | 16-04-2011 | MEN Arena, Mánchester, Inglaterra                       | Retiene el título WBA Intercontinental del peso medio                                                                   |
| Victoria | 21–0   | Carlos Nascimento      | TKO  | 3 (12), 1:40  | 26-11-2010 | Reebok Stadium, Bolton, Inglaterra                      | Gana el título vacante WBA Intercontinental del peso medio                                                              |
| Victoria | 20–0   | Peter Mitrevski Jr.    | UD   | 12            | 16-07-2010 | Bolton Arena, Bolton, Inglaterra                        | Gana el título vacante Commonwealth del peso medio                                                                      |
| Victoria | 19–0   | Lee Noble              | RTD  | 3 (8), 3:00   | 21-05-2010 | Ponds Forge, Sheffield, Inglaterra                      | |
| Victoria | 18–0   | Shalva Jomardashvili   | PTS  | 6             | 19-02-2010 | Fenton Manor Sports Complex, Stoke-on-Trent, Inglaterra | |
| Victoria | 17–0   | Sergey Khomitsky       | PTS  | 8             | 27-11-2009 | Robin Park Arena, Wigan, Inglaterra                     | |
| Victoria | 16–0   | George Aduashvili      | KO   | 1 (6), 3:02   | 25-09-2009 | Manchester Velodrome, Mánchester, Inglaterra            | |
| Victoria | 15–0   | Thomas Awinbono        | PTS  | 8             | 25-07-2009 | Sutton Sports Centre, St Helens, Inglaterra             | |
| Victoria | 14–0   | Kevin Concepcion       | TKO  | 3 (6), 0:01   | 17-04-2009 | Indoor Sports Centre, Leigh, Inglaterra                 | |
| Victoria | 13–0   | Mikheil Khutsishvili   | TKO  | 4 (6), 1:13   | 06-03-2009 | Robin Park Arena, Wigan, Inglaterra                     | |
| Victoria | 12–0   | Cello Renda            | SD   | 3             | 22-11-2008 | York Hall, Londres, Inglaterra                          | Prizefighter 4: middleweight final                                                                                      |
| Victoria | 11–0   | Danny Butler           | SD   | 3             | 22-11-2008 | York Hall, Londres, Inglaterra                          | Prizefighter 4: middleweight semi-final                                                                                 |
| Victoria | 10–0   | Joe Rea                | UD   | 3             | 22-11-2008 | York Hall, Londres, Inglaterra                          | Prizefighter 4: middleweight quarter-final                                                                              |
| Victoria | 9–0    | Joseph Sovijus         | KO   | 1 (6), 1:03   | 12-10-2008 | Indoor Sports Centre, Leigh, Inglaterra                 | |
| Victoria | 8–0    | Carl Wild              | TKO  | 2 (6), 1:25   | 14-09-2008 | Robin Park Arena, Wigan, Inglaterra                     | |
| Victoria | 7–0    | Michael Recloux        | PTS  | 6             | 15-06-2008 | Sutton Leisure Centre, St Helens, Inglaterra            | |
| Victoria | 6–0    | Dean Walker            | PTS  | 6             | 23-05-2008 | Robin Park Arena, Wigan, Inglaterra                     | |
| Victoria | 5–0    | James Tucker           | PTS  | 4             | 18-04-2008 | York Hall, Londres, Inglaterra                          | |
| Victoria | 4–0    | Michael Banbula        | PTS  | 6             | 16-03-2008 | Everton Park Sports Centre, Liverpool, Inglaterra       | |
| Victoria | 3–0    | Dean Walker            | PTS  | 6             | 16-02-2008 | Tower Circus, Blackpool, Inglaterra                     | |
| Victoria | 2–0    | Phil Callaghan         | TKO  | 1 (4), 1:21   | 26-10-2007 | Robin Park Arena, Wigan, Inglaterra                     | |
| Victoria | 1–0    | Jamie Ambler           | PTS  | 6             | 22-09-2007 | Robin Park Arena, Wigan, Inglaterra                     | Debut profesional |